# 3D XPoint

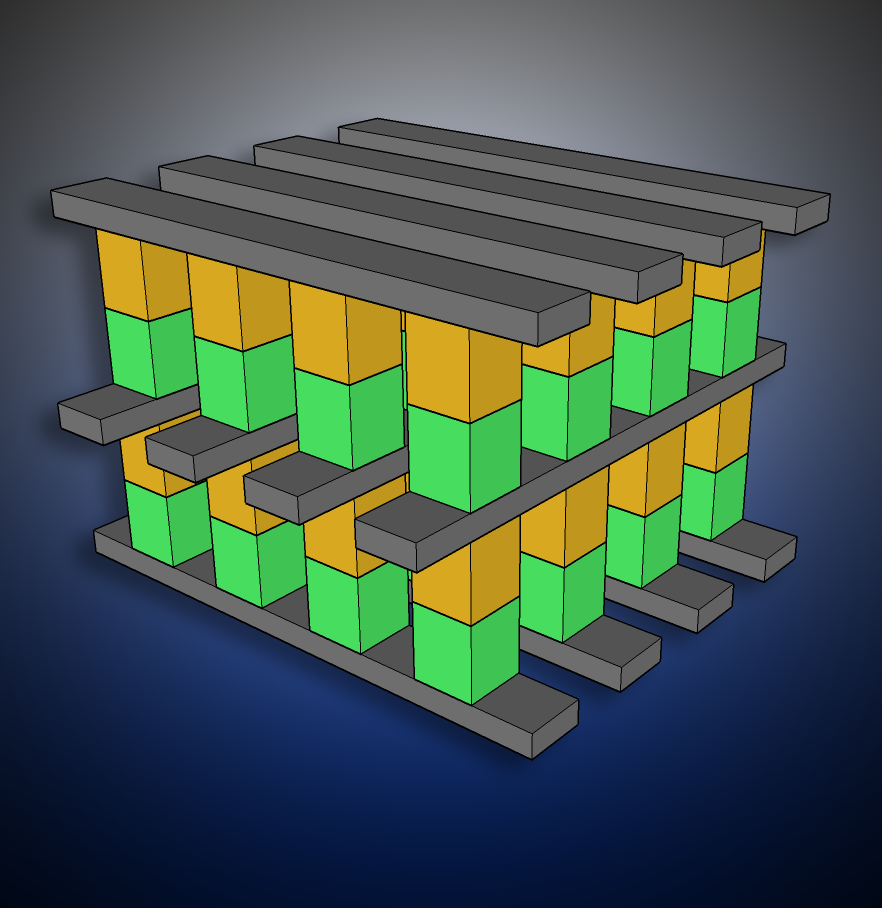
Schéma de principe de la mémoire 3D XPoint

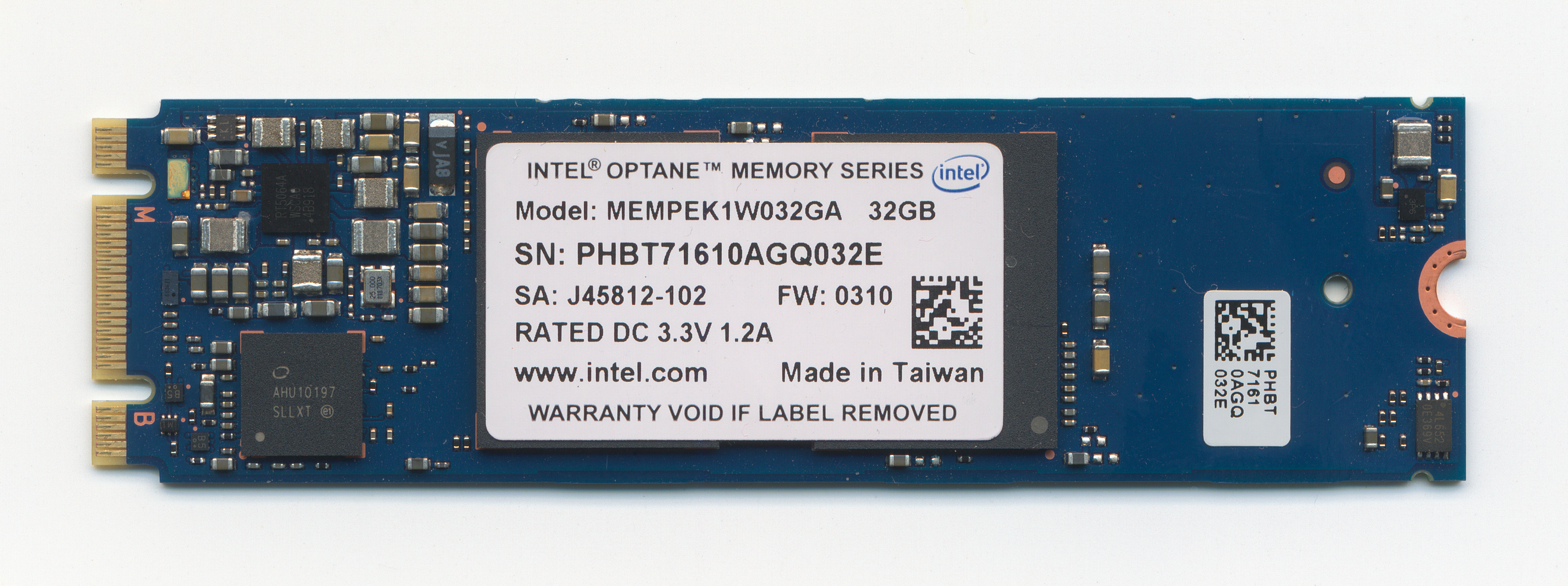
Intel Optane carte mère M.2

3D XPoint (prononcé en anglais « 3D CrossPoint »,) est une technique de mémoire non volatile annoncée par Intel et Micron en juillet 2015 et abandonnée en 2022. La vitesse de fonctionnement et la longévité d'écriture étaient censées être chacune mille fois meilleures que celles de la mémoire flash,,,,,,,,,.
Alors que la mémoire NAND utilise les charges électriques et les blocs mémoires pour stocker des données, la mémoire 3D XPoint utilise la résistance électrique et les bits de données, qui peuvent être écrits et lus individuellement. Les cellules de mémoire n'ont pas besoin d'un transistor, la densité est donc annoncée comme similaire à celle des NAND et d'un ordre de grandeur supérieure à celle de la DRAM.
La fabrication commence en 2016 dans une usine de l'Utah. En mars 2017, Intel sort le premier produit basé sur cette technologie, le disque Optane SSD PC P4800X, annonçant qu'il serait plus largement disponible au deuxième trimestre 2017. La technologie 3D Xpoint est utilisée dans les disques SSD Optane, conçus par Intel pour les centres de données.
Le 16 mars 2021, Micron annonce arrêter le développement de cette technique. En conséquence, en 2022, Intel abandonne complètement le projet pour des raisons de rentabilité insuffisante.